# Ariocarpus agavoides
Ariocarpus agavoides (tiếng Anh thường gọi là Tamaulipas Living Rock Cactus) là một loài thực vật thuộc họ Cactaceae. Đây là loài đặc hữu của México. Môi trường sống tự nhiên của chúng là sa mạc nóng.
Loài này được trẻ em hay hái và nhai do có vị ngọt.

## Hình ảnh

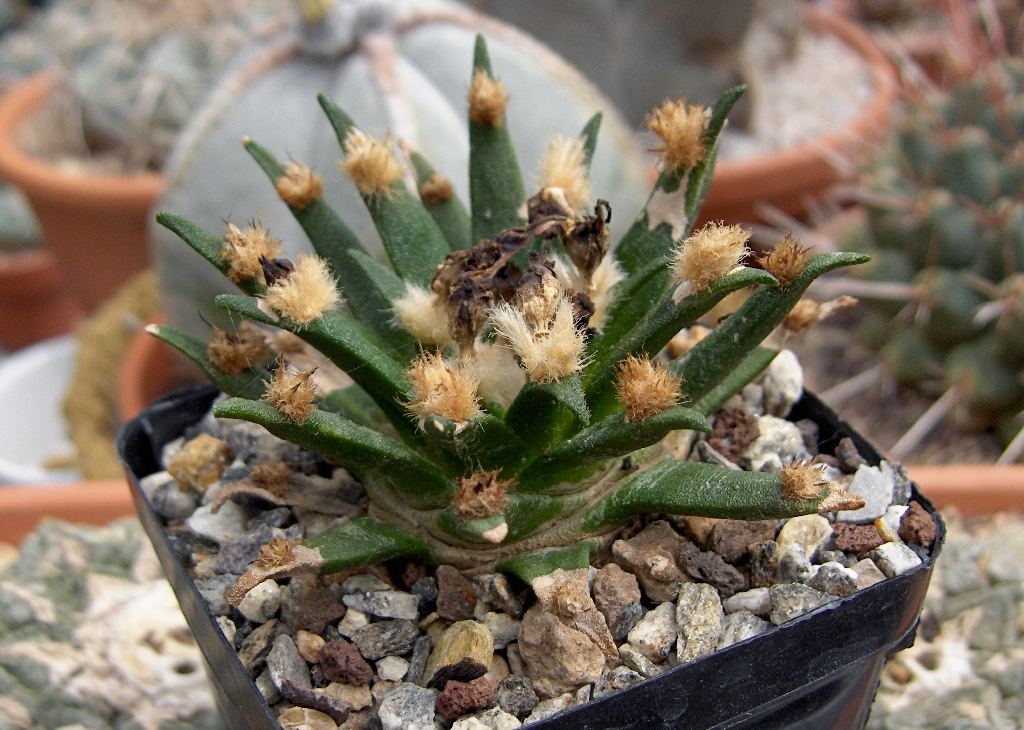
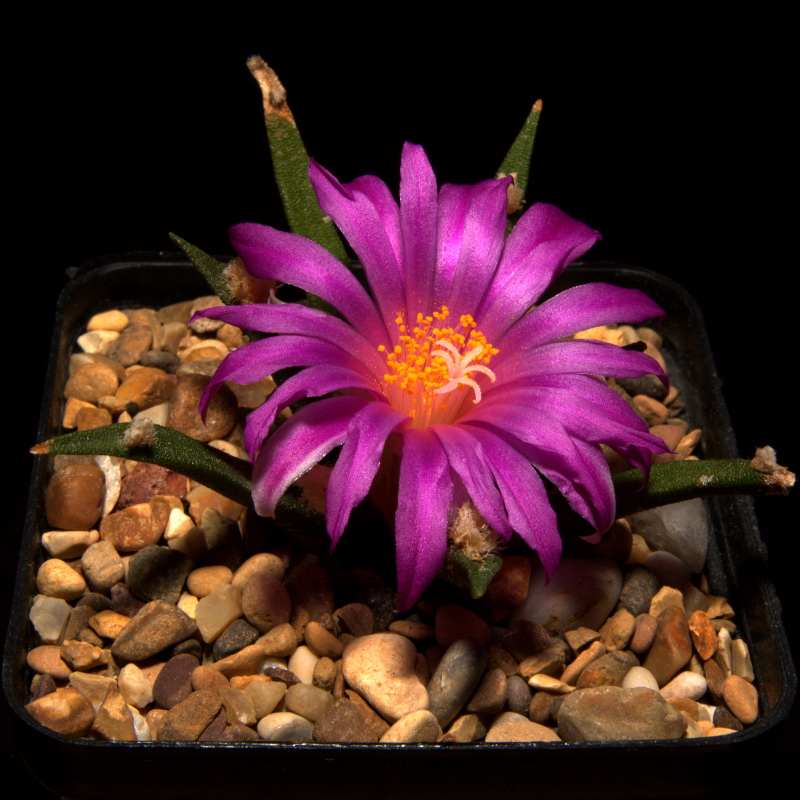
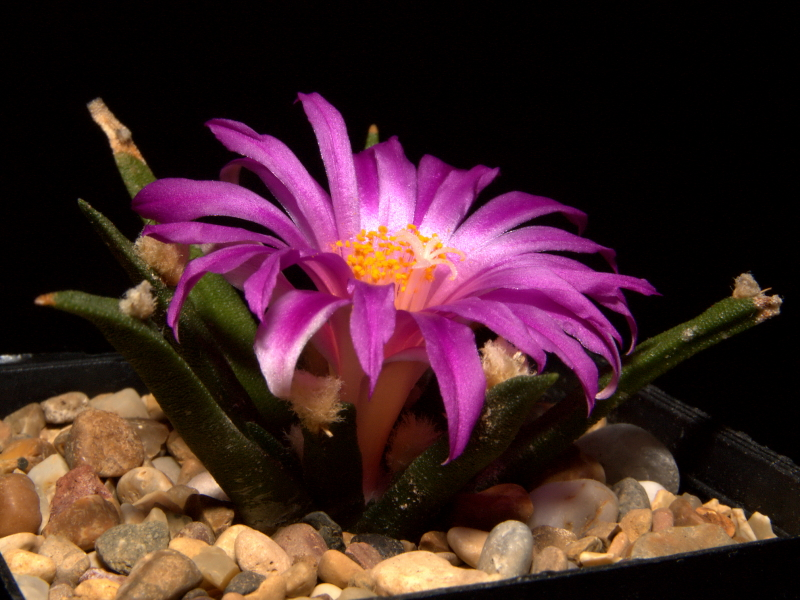
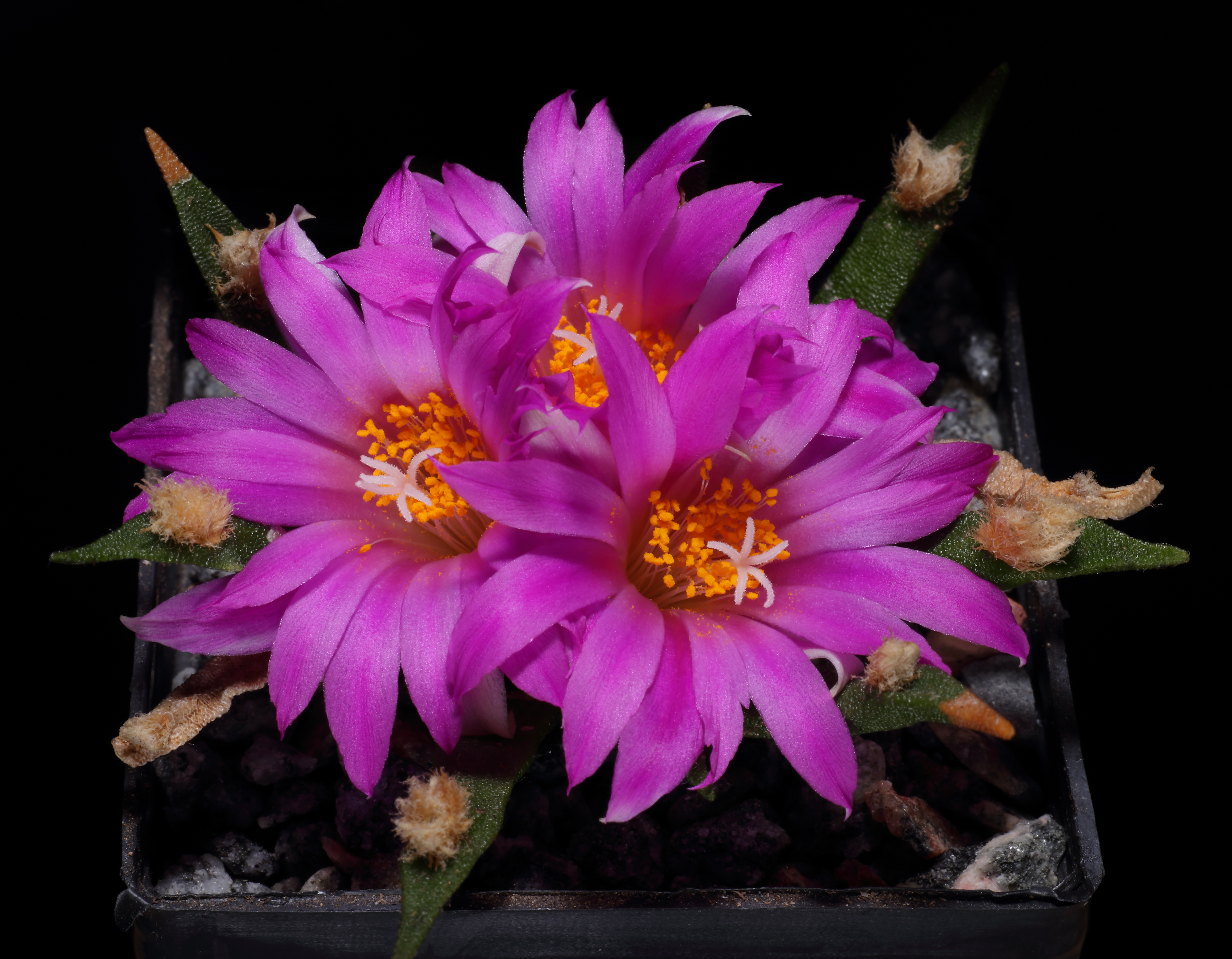